# Pont du Chef du Bois
Le pont du Chef du Bois a été construit par Louis Harel de la Noë pour les chemins de fer des Côtes-du-Nord. Il permet à la ligne Plouëc-du-Trieux - Tréguier de franchir une route sur la commune de Pommerit-Jaudy.
Il s'agit d'un pont "en biais". Il est composé de trois portées. La portée du milieu est composées d'une poutre en béton armé entourée par deux arches en plein cintre en maçonnerie.
Ce pont est le seul ouvrage de la ligne à avoir été préservé. Les garde-corps n'existent plus.

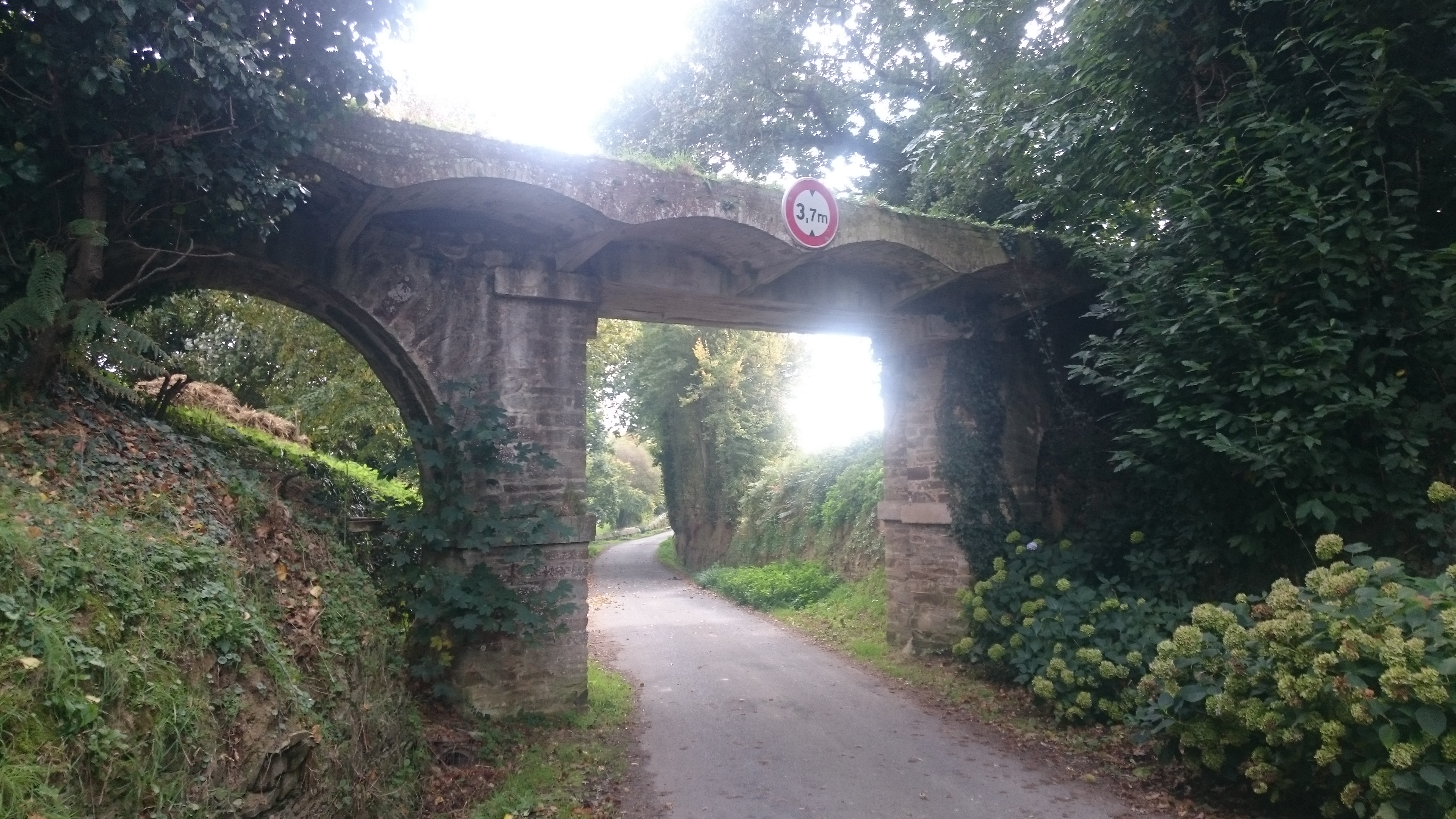
Le pont du Chef-du-bois, vue nord. (Oct. 2015)
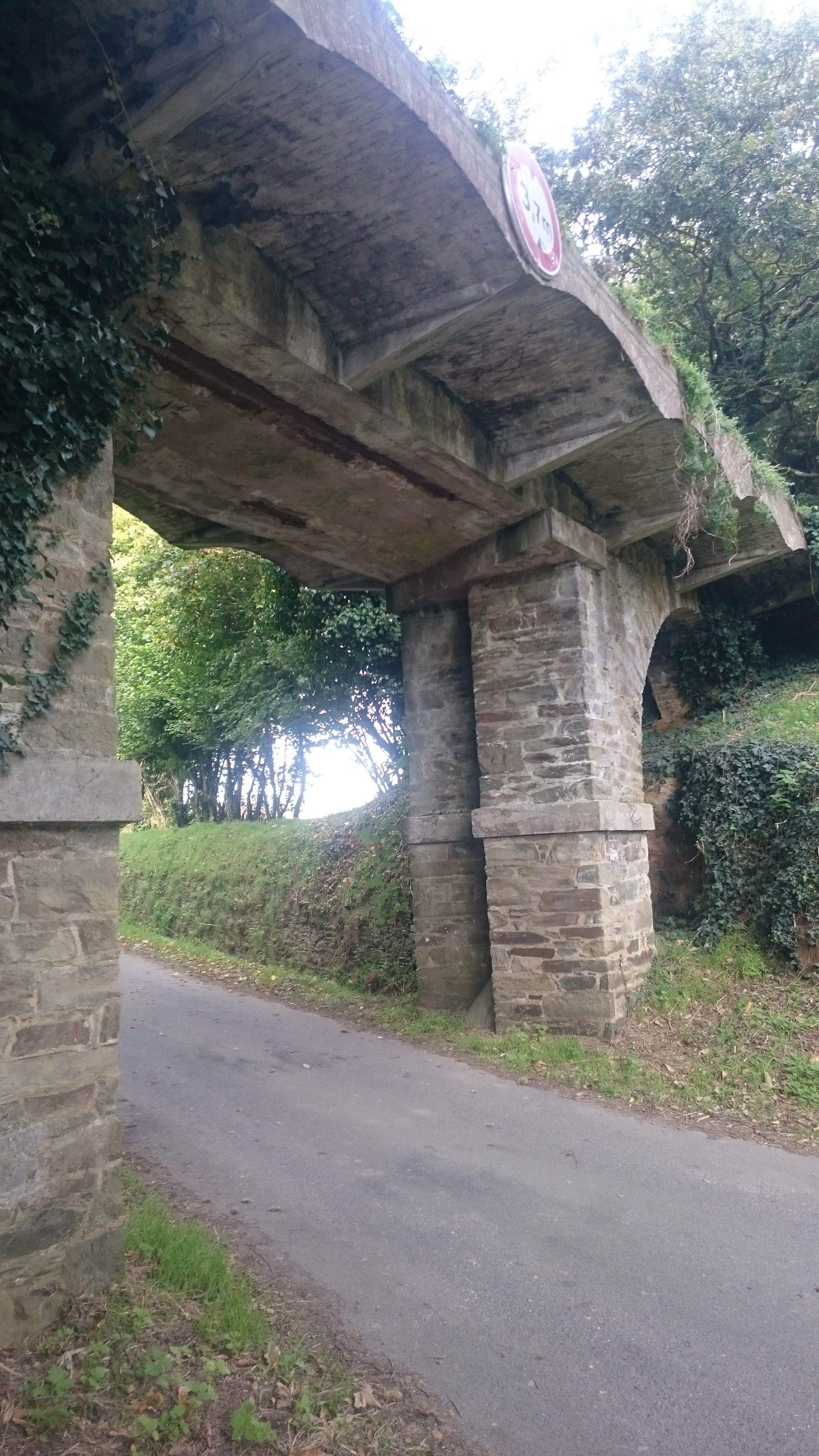
Détail de la travée centrale. (Oct. 2015)
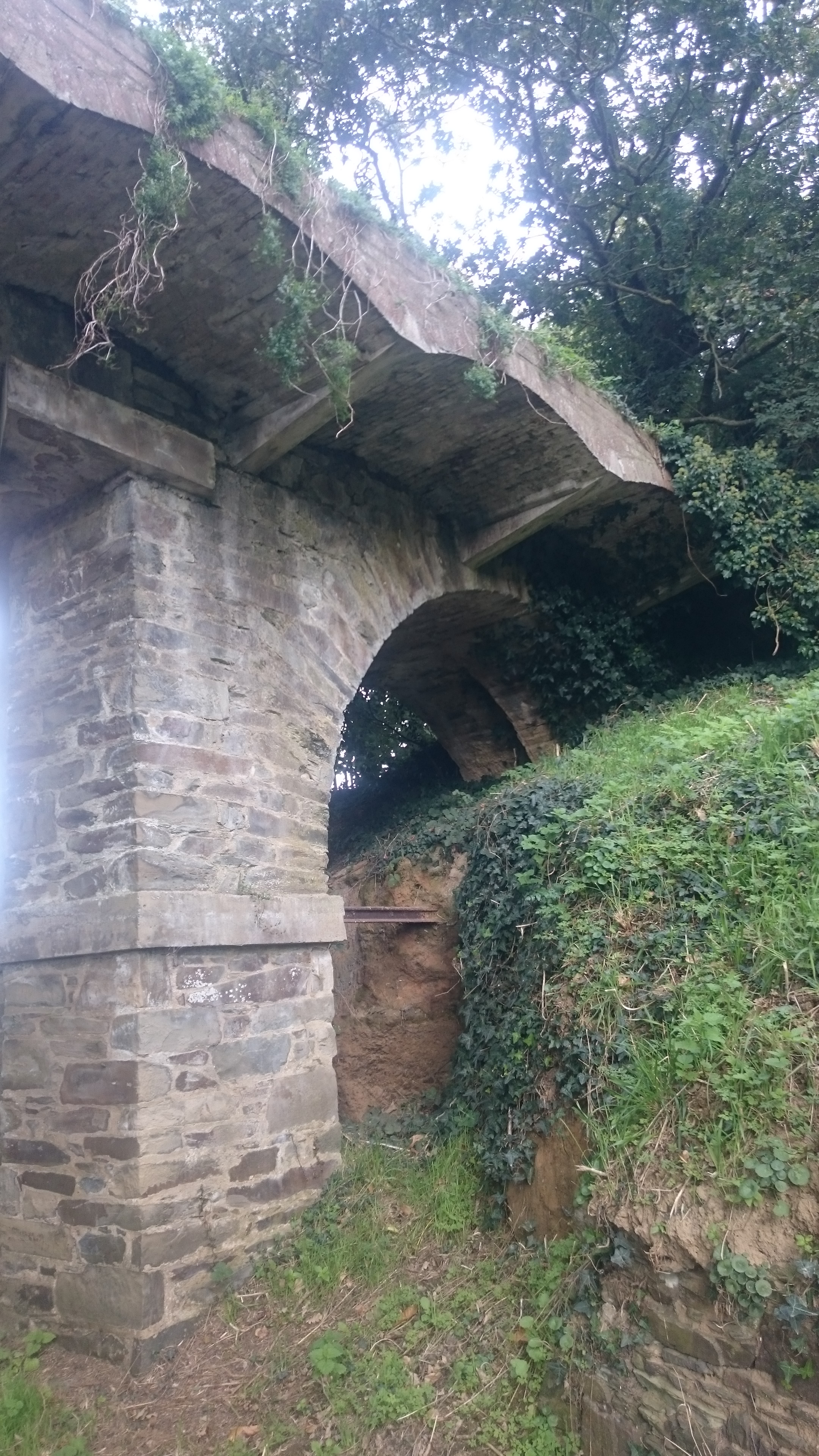
Détail d'une des arches. (Oct. 2015)